# Joanetes
Joanetes és una entitat de població de la Garrotxa, un ens local històric i també un antic municipi que el 1970 es va integrar al nou municipi de la Vall d'en Bas. L'any 2005 tenia 364 habitants.
Es troba a la zona que separa la plana d'en Bas de les valls de Vidrà. Al nord, la vall de Joanetes queda envoltada pel Puigsacalm i per la serra de Santa Magdalena del Mont i al sud hi ha l'antic terme de Falgars d'en Bas, situat als cingles de Cabrera, que el 1846 havia estat unit al terme de Joanetes.

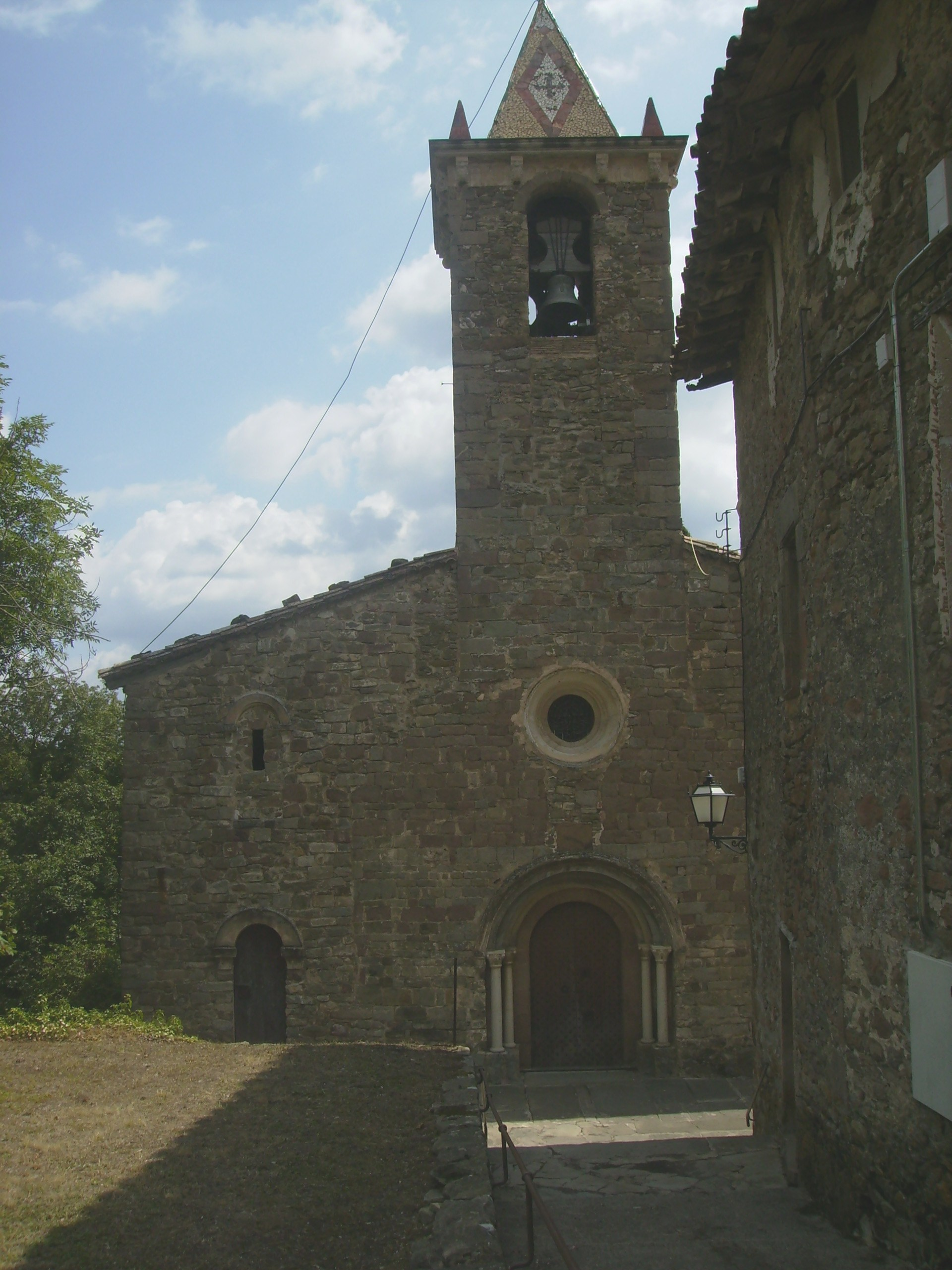
Església de Sant Romà

L'església romànica de Joanetes està consagrada a Sant Romà i ja es troba documentada el segle xii. Va ser possessió del Monestir de Sant Joan de les Abadesses abans de l'any 1150. De l'església original es conserven la façana, els arcs torals i la pica baptismal, que van poder sobreviure als terratrèmols del segle xv.
Sobre el pla hi ha Sant Miquel de Falgars, que esdevé una balconada sobre tota la vall amb unes magnífiques vistes. Allà hi ha l'església de Sant Pere que té un absis semicircular i les lesenes llombardes típiques del romànic dels segles xi i xii. I més enllà, a les cingleres de Falgars, hi ha l'ermita de Sant Miquel de Falgars que havia format part de l'antic Castelló d'en Bas. A la riera de Joanetes, que desemboca al riu Fluvià a la zona del veïnat de Can Trona, hi ha el salt del roure amb uns 35 metres d'alçada.
Seguint el camí de Sant Miquel, trobem el petit nucli de Falgars d'en Bas, amb la seva església de Sant Pere de Falgars.
Durant les festes nadalenques, Joanetes acull un pessebre vivent que transforma tots els racons del poble per reviure les escenes típiques de Nadal, coronat per una de les estrelles il·luminades més grans del món, que se situa a la cinglera de Santa Magdalena.
L'altre esdeveniment significatiu anual del poble és la festa major. Se celebra durant dues setmanes de Juliol, s'escau cada any per Sant Jaume i la setmana anterior.